# Idžtihád

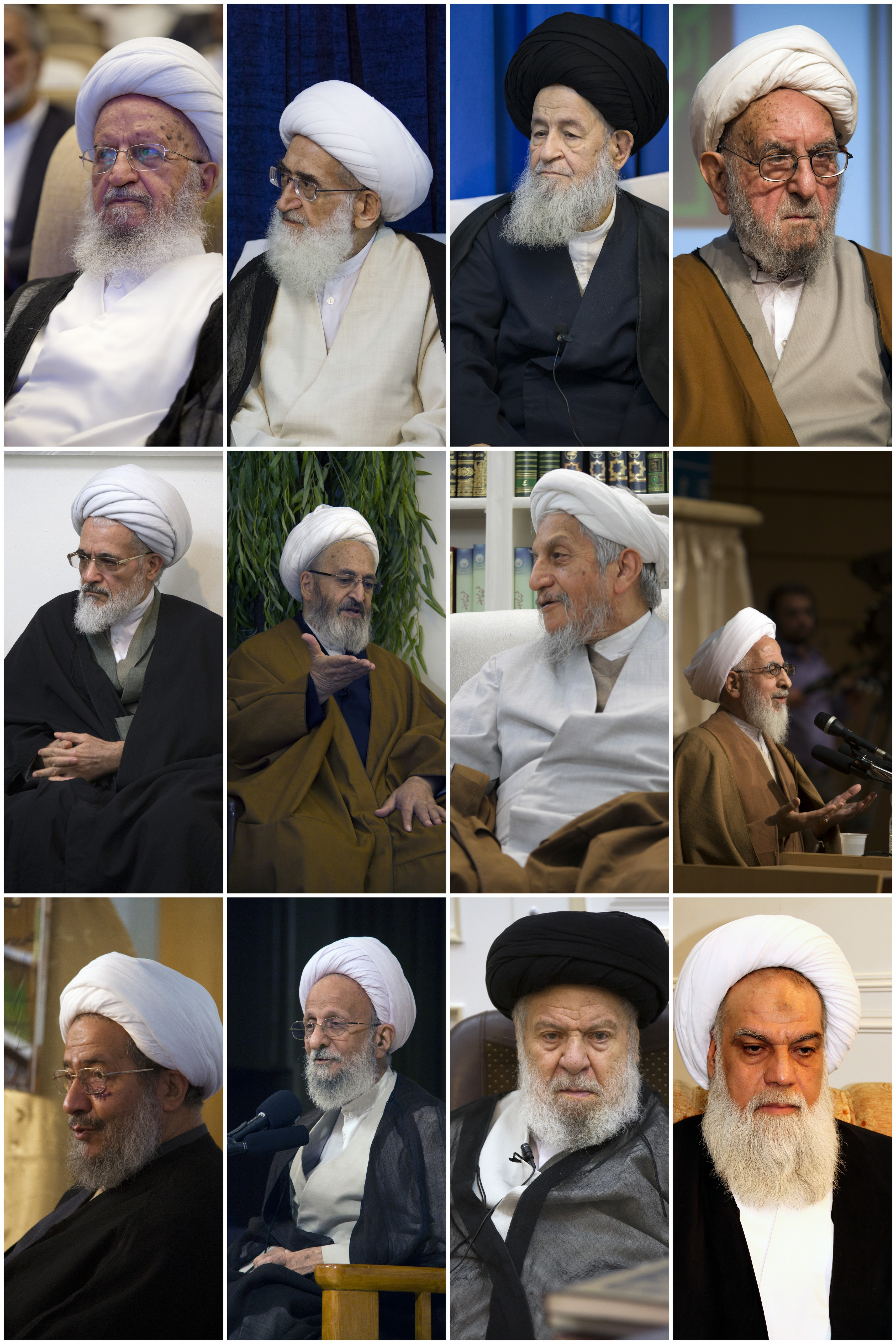

 Idžtihád (anglicky ijtihad arabsky اجتهاد‎, doslova úsilí) je terminus technicus islámského práva (šaría), který znamená dobírání se práva prostřednictvím nezávislé interpretace obou islámských právních pramenů, Koránu i Sunny. Protikladem idžtihádu je taqlīd, „nápodoba, imitování“. Idžtihád mohou vykládat jen mudžtehidi znalí islámského práva.
Za časů Al-Ghazálího (v 10. století) došlo k "uzavření bran idžtihádu", od této doby je islámské právo vykládáno jen v rámci uzavřeného systému taqlid.